# Major Crimes 〜重大犯罪課
『Major Crimes 〜重大犯罪課』（原題: Major Crimes）は、アメリカのケーブルテレビおよび衛星テレビ局であるTNTで2012年8月13日から2018年1月9日まで放送された刑事ドラマ。同日まで放送されたドラマ『クローザー』からのスピンオフ作品。

## 概要
ブレンダ・リー・ジョンソン本部長補佐の辞職から1週間後、市警上層部は反省から法と規定を守りつつ、自白だけではなく司法取引も使って増大する裁判費用を節約しつつ、適正な犯人逮捕を目指すためにある人物に重大犯罪課のチーフを任命する。それぞれの思惑が重なり合うなか、重大犯罪課に1人の少年が児童保護局から送り返されてくる。

## 登場人物
※は『クローザー』から引き続き出演。

### レギュラー
シャロン・オドワイヤー・レイダー※
演 - メアリー・マクドネル (Mary McDonnell) / 日本語吹替 - 小林美奈
辞職したブレンダの後任のロサンゼルス市警察重大犯罪課チーフ。階級は警部→警視。FID（執行調査課）→重大犯罪課。ブレンダは尋問のプロだったがシャロンは交渉のプロであり、容疑者から自白をさせるのではなく交渉術を用いて有利に事を運ばせるのに長けている。感情的になってしまうブレンダに対して、理性的な性格でどんな状況でも落ち着いて冷静に対処する。リーダーとしての能力は高く、曲者揃いの重犯課を上手く扱い、ブレンダとは違う形でチームを率いていく。チーフに任命された当初はチームからも煙たがられた存在であったが、回を重ねていくうちに絆を深めていく。公選弁護人の夫ジャックとは25年間別居しており、子供は息子のリッキーと娘のエミリーがいる。新しく家族となったラスティを通して、家族思いで優しい面が多くかいまみえるようになり、自分の子供やラスティには時に厳しくそしてとても面倒見の良い母親となっている。敬虔なカトリック教徒であり、心の拠り所としている。フリンとは食事やバレエを観に行くなかで、やがて恋人同士となり、後に結婚する。
ルイ・プロベンザ※
演 - G・W・ベイリー (G. W. Bailey) / 日本語吹替 - 宝亀克寿
重大犯罪課捜査員、警部補。前回よりも活躍する出番が多くなり、準主人公のポジションになっている。シャロンがいない場合などは、チームの指揮をとる。シャロンの赴任直後は誰よりも彼女に反発していたが、互いに信頼し合うようになっていく（ファイナルシーズンでは「シャロンが一番信頼している同僚」と自称している）。口癖は「夫(妻)に決まってる（妻(夫)を殺した犯人は）」で、何度か当たっているようである。5回の離婚を経験しているが(そのうちの2回は同じ女性)、シーズン4で元看護師のパトリス・ペリーと6回目の結婚式をあげた。ユーモア溢れる人物でたびたびブレンダに叱られることもあったが、今作品では頼れるおじいさん的な存在となっている。ラスティにとっては良き相談相手であり、シャロンに言えない悩みをプロベンザに相談することもある。カモのランプがお気に入りで、職場のモニター室に勝手に飾っている。SNSなどのハイテクには弱く、それをタオやバズに弄られることもある。
アンディー・フリン※
演 - トニー・デニソン (Tony Denison) / 日本語吹替 - 稲葉実
重大犯罪課捜査員、警部補。プロベンザと仲がいいが、2人でいると事件や面倒事に巻き込まれることがある。前回より性格が丸くなりラスティや娘ニコルにたいしてたびたび父親らしさを発揮するようになる。とはいえ、容疑者やミスを犯した法執行者には厳しい態度で接する。タオがドラマ『正義のバッジ』のアドバイザーをしていることに嫌味を言いつつも嫉妬しており、ギャラを探っている様子も見られる。年長者のプロベンザより身体的に色々問題が発生し、職場で何度か失神したことがある。シャロンとは娘の結婚式の付き添いを頼んだことで親しくなり、ついには結婚する。
マイク・タオ※
演 - マイケル・ポール・チャン (Michael Paul Chan) / 日本語吹替 - 小高三良
重大犯罪課捜査員、警部補。３人の息子の父親でもある。チームではインターネット関連や医学の分野において頼りになる存在であり、サンチェスと仲がいい。ポープ本部長の推薦により『正義のバッジ』というドラマのアドバイザーを勤めており、今作にたびたび登場し、その度にフリンに嫌がられている。一時は番組打ち切りの危機になったこともあったが、プラチナテレビ大賞で最優秀ドラマ脚本賞を受賞するなど、テレビマンとしても活躍している。
フリオ・サンチェス※
演 - レイモンド・クルス (Raymond Cruz) / 日本語吹替 - 日向とめ吉
重大犯罪課捜査員。刑事（Detective、Sergeant（巡査部長）と同格）。ギャング、銃器、風俗に精通している。兄と姉がおり、年老いた母と2人で暮らしている。短気ですぐに怒りやすいがその実はとても情に厚く、子供のことを第一に考えるほど優しい人物である。また、不幸な境遇にいたラスティのことを気にかけている。女好きな部分もあるが、亡くなった妻マリアとの結婚指輪を未だに付け、職場のデスクには結婚式の写真を飾っている。シーズン5では養子を受ける審査を受け、紆余曲折あったがある事件で母親を殺された少年マークを引き取った。ファイナルシーズン最終話で警部補に昇進した。
エイミー・サイクス
演 - キアラン・ジョヴァンニ (Kearran Giovanni) / 日本語吹替 - 白川万紗子
重大犯罪課捜査員。刑事（Detective、Sergeant（巡査部長）と同格）。SIS（特殊捜査班）→重大犯罪課。チームの中では新人だが、回を重ねるごとにれっきとしたチームの一員として認められていく。上昇志向が強く、初期の頃はシャロンに過剰なおべっかを使ったり、やる気が空回りして失敗してしまい、プロベンザに厳しく叱責されることもあった。恋人は特捜班のチャック・クーパー警部補。元陸軍憲兵隊でアフガニスタン駐屯経験があり、軍隊特有の事情に精通している。よく課のマザーボードの書き出しと片付けを行う。美人なため、たびたび口説かれている。
バズ・ワトソン※
演 - フィリップ・P・キーン (Phillip P. Keene) / 日本語吹替 - 田島裕也
シーズン4で予備警察官に、ファイナルシーズン最終話で臨時ではあるが重大犯罪課予備刑事になる。予備警察官として重大犯罪課の捜査に同席するようになり、たびたび真面目な捜査でプロベンザに呆れられている。自身の叔父と父親を強盗に殺害されており、未解決で終わった父親と叔父を殺害した犯人の手がかりを探すため、予備警察官になった。その後ラスティや重犯課の力を借りながら捜査を続け、犯人を逮捕した。基本的にITを担当しており、モニター室の映像やインターネットでデータベースにアクセスし、たびたび事件の手がかりを見つける。ラスティに対してはシャロンにお守りを幾度となく押し付けられることになり、最初こそ生意気な態度にうんざりしていたが、良き友達として時に兄のように接している。
ラッセル(ラスティ)・トーマス・ベック※
演 - グラハム・パトリック・マーティン (Graham Patrick Martin) / 日本語吹替 - 須田祐介
母親に捨てられ、自分の身体を売って生活費を稼いでいた過去がある少年。シーズン1の時点で16歳。シーズン2の終盤でゲイであることを自覚する。フィリップストローの犯罪現場に居合わせ逃げ延びる。母親を探してほしいという条件のもとストローの事件の証人となるが、それが理由でストローからの刺客にたびたび狙われることになる。初期では反抗的な態度にシャロンやチームのメンバーも手を焼いていたが、回を重ねるごとに絆を深めていく。シーズン3でシャロンの養子となり、「母さん(英語ではmom)」と呼ぶようになった。大学に進学して法律を学び、3年で卒業した。シーズン5からは検事を志すようになり、検事局でインターンとしてホッブスの下で働き始める。記者としても活動し、ある事件を調べているうちに被害者の兄グスタボ・ウォレス(通称ガス)と親しくなり、付き合い始める。
フェルナンド・モラレス※ (シーズン1- )
演 - ジョナサン・デル・アルコ (Jonathan Del Arco) / 日本語吹替 - 福山廉士
医学検査官。ウルグアイ出身。ゲイであり、ロサンゼルス郡法医学解剖師である。5人兄弟でモラレス以外はみんな警官。父エドワルドには自身がロス市警で重要な責任があり、チームを指揮する人物だと自称している。エドワルドは元刑事なので本当のことを知っているが、優しく見守っている。基本的に陽気な性格だが、10代の犯罪被害者の検死は気落ちしてしまう。ノーランを気に入っている節がある。重犯課のメンバーとは、クリスマスパーティーに参加するなど友人関係を築いている。
ラッセル・テイラー※ (シーズン1 - 5)
演 - ロバート・ゴセット (Robert Gossett) / 日本語吹替 - 石住昭彦
ロス市警副本部長。プロベンザは彼が警官になった日から知っているとのこと。前作の警視正からポープ副本部長の本部長就任に伴い昇進。前回より昇進したため、出番は大幅に少なくなった。予算削減のためにシャロンをブレンダの後任にしたが、予算を気にしない捜査に頭を悩ませている。とは言え彼女のことは信頼しており、捜査方針については任せている。シーズン5である裁判中に銃撃され、殉職する。テイラーの死は重犯課の面々に大きなショックを与えた。
フリッツ・ハワード※ (シーズン1 - )
演 - ジョン・テニー (Jon Tenney) / 日本語吹替 - 藤真秀
FBI特別捜査官。ブレンダの夫。前回よりは出番が大幅に減ったが、相変わらず紳士的な態度でFBIとロス市警のパイプ役となっている。後にテイラーに引き抜かれ、ロス市警のS.O.B（警備部）本部長補佐となり、奇しくも妻と同じく「チーフ」と呼ばれる。テイラーの殉職後は、後任が決まるまで副部長代理を務めた。捜査官としてはもちろん指揮官としての能力も非常に高く、シャロンや重犯課の面々にはテイラーの後任に推されているが、本人にその気はない(フリンによると元FBI捜査官が副本部長になることは絶対にないとのこと)。
レオ・メイソン (シーズン5 -)
演 - レナード・ロバーツ (Leonard Roberts) / 日本語吹替 - 星智也
CID（犯罪情報課警視）→副本部長。テイラーの後任としてシャロンと共に候補に挙がっている。シャロンやフリッツ同様、出世に興味はなかったが後任として選ばれ、ロス市警副本部長を引き継ぐ。テイラーよりは厳しく接しているが、重犯課とは良好な関係を築いている。母がドラマ「正義のバッジ」のファンで、タオがアドバイザーをやっていると知ると驚きつつ、興味津々だった。
ウェス・ノーラン (シーズン5 -)
演 - ダニエル・ディトマソ (Daniel Di Tomasso) / 日本語吹替 - 菊地啓介
重大犯罪課捜査員、元は潜入捜査官。SIS（特殊捜査班）→重大犯罪課。ある犯罪組織に潜入捜査をしていたが、組織の壊滅に伴いハワード本部長補佐の要請で重大犯罪課配属になる。端正な顔立ちをしているが、犯罪組織に長く居たせいでなかなか出会いがない。ある事件でグラマーな事件関係者に鼻の下を伸ばしてシャロンにたしなめられ、サイクスに軽蔑の目で見られてしまった。
カミラ・ペイジ (シーズン6)
演 - ジェシカ・メラズ (Jessica Meraz) / 日本語吹替 - 白石涼子
重大犯罪課捜査員。失踪課→重大犯罪課。原語版では「キャミ」と呼ばれている。メイソン副本部長の要請で配属される。20歳のときに両親を交通事故で亡くし、親代わりとなって5人の弟と妹を育てあげた。プロベンザとは事故の際に世話になっており、旧知の仲である。シャロンより先に考えを口にしたり、プロベンザを差し置いて重要参考人に話をつけようとしてプロベンザやノーランに注意されている。

### 準レギュラー
ケンダル※(シーズン1 -)
演-Ransford Doherty(Ransford Doherty)
ロサンゼルス郡検視局。検視官、事件現場での遺体検分を最初に行い、Dr.モラレスのいるロサンゼルス郡検視官事務所へ搬送する。事件現場で警部補達に死因を急かされると「(詳細は)Dr.モラレスに」と答える。
アンドレア・ホッブス※(シーズン1 -)
演-Kathe Mazur(Kathe Mazur)
ロサンゼルス郡地方検事。前作と違い自白ではなく司法取引で犯人を追い詰める作品のため、捜査段階で容疑者の量刑を判断する。他の検事と違い、裁判方針や捜査方法、逮捕理由に関して重大犯罪課を信頼している節がある。偽造品とはいえブランドバッグに心惹かれたり、大スターに心ときめかせるなどミーハーな一面がある。
エマ･リオス(シーズン2､3､6)
演-Nadine Velazquez(Nadine Velazpuez)
ロサンゼルス郡地方検事。フィリップ･ストロー事件の検察側検事。死刑判決を望んでいるので公判となり、その重要証人としてラスティから聴取をするが、ラスティやシャロン、重大犯罪課面々からそのやり方で対立する。刑事事件を扱うが写真や映像も含めた遺体を見るのが苦手で、頭部を撃たれた遺体を見た時は大パニックになり、プロベンザに厳しく忠告されている。一時はサンチェス捜査官から好意を寄せられるが名前を覚えていない、捜査方針を巡って対立するなど相性が悪く、上手くいかなかった。シーズン6で自宅のプールで遺体となって発見された。
Dr.ジョゼフ(ジョー)･ボウマン(シーズン2 -)
演- ビル・ブロックトラップ(Bill Brochtrup)
精神科医。シャロンとラスティの取り決めで、性格診断することになった精神科医。ラスティ曰くゲイ。ラスティはチェスの上手い人をお願いしたが、実は全米Aクラスの名手。一個人に鑑定も行うが、市警や検事局の依頼により容疑者や被告人の精神鑑定も行う。ラスティにとっては信頼している人であり、何でも相談できる数少ない相手でもある。シーズン5で銃撃され、重傷を負うが一命をとりとめた。以後歩行の際は杖を使っている。
ジャック･レイダー(シーズン2 -)
演-トム・ベレンジャー(Tom Berenger)
弁護士。シャロンの夫だが、シーズン3で離婚した。諸事情によりラスベガスにいたが、ロサンゼルスに戻り士業を再開する。口が上手く、人を惹きつける天性の魅力がある。弁護方針や才能で重犯課を翻弄するが、シャロン曰く「怒りでミスを犯す」で最後の最後でミスを犯して解任の憂き目が多い。自身の子供、飲酒、ギャンブルで問題を抱えている。ギャンブルのポーカーでは一部の人から知られた存在。
チャック･クーパー(シーズン2 -)
演-マルコム=ジャマル･ワーナー(Malcolm-Jamal Warner)
特殊捜査班責任者。警部補。SIS（特殊捜査班）の長。職務上私服が多く、対象のコードネームは「ナンバーワン」。重犯課のサイクス刑事に想いを寄せており、シーズンが進むにつれ付き合い始める。交際を公にすることや出産に関して考えが違い、苦労している様子も見られるが、概ね順調に交際を続けている。同じ階級たが年上のプロベンザやフリンに対しては他の署員より敬語になる。
フィリップ･ストロー※(シーズン3､6)
演-ビリー・バーク(Billy Burke)
元弁護士。前作最終話でブレンダに拘束された後にリオス検事と死刑を賭けて公判。弁護士の時に担当した犯罪者を駒のように使ってラスティや重大犯罪課に揺さぶりをかける。前作同様、本作のキーとなる人物であり痕跡を残さず犯行をこなしていたが、唯一の証人を残してしまったことが仇となり裁判では有罪が確実となる。唯一の証人であるラスティを暗殺しようと裏で暗躍している。シーズン3最終話で脱獄し姿を消すが、シーズン6にて再び姿を現し、自身の関係者を殺し始める。

## 組織
実際のロサンゼルス市警と指揮系統、名称は違うので注意。
重大犯罪課(Major Crimes Division)
前副本部長W.ポープがO.J.シンプソン事件などのメディア露出の高い事件解決に捜査部サポートとしての殺人特捜班(Priority Murder Squad)が前身。後に他部署をまたぐ有用性が認められ殺人特捜部(Priority Homicide Division)として格上げされ、詐欺、誘拐、強姦、麻薬、ギャング対策も行う重大犯罪課として名称を変更する。
新庁舎では副本部長室と同じ9階。
警備部(Special Operations Bureau)
S.O.Bとして特殊捜査班、ヘリコプターなどのエアサポート、SWATなどを有し、特殊能力で作戦を行う市警の中核部署。職務内容は被疑者の監視と保護、屋内外の特殊部隊員による急襲、ヘリコプターなどによるエアサポート、課員のパトロールによる犯罪抑止。シーズン終了時の責任者はハワード本部長補佐、次席責任者はマクギニス警視。所在地は市警本部内ではなく、ユニオン駅隣のパイパー･テック。
特殊捜査班(Special Investigation Section)
S.O.B配下の部署、職務内容は捜査対象の監視と保護。一般市民に紛れて任務を行うので制服やパトカーではなく私服にミニバン、しかし他部署の要請により突入任務も行うのでアサルトライフルやサブマシンガンなど重装備を所持している。責任者はチャック・クーパー警部補。エイミー･サイクス刑事、ウェス･ノーラン刑事、ミッキー･メンドーサ刑事が所属していた。
犯罪情報課(Criminal Intelligence Division)
主な職務はオンライン、オフラインの監視サポート、マフィア、ギャングなどの組織犯罪調査。プリベンザ警部補にロス市警版CIA、と言われるくらい秘密主義志向。
失踪班(Missing Persons Unit)
翻訳上、「失踪課」と誤表記されるが、UnitはBureauやDeviationより小さくSectionと同等なので注意。職務は未成年の家出や失踪、重大失踪（アンバーアラート）や老人の家出や失踪（シルバーアラート）。カミラ･ペイジ刑事とシーズン3ラストからシーズン4ファーストエピソードまで、停職中のサンチェス刑事代わりに所属してたロビー･オデルノ刑事が所属。
科学捜査課(Scientific Investigation Division)
翻訳上「鑑識課」や「鑑識班」と誤表記されるが、現場鑑識、証拠保存、DNA鑑定、弾道鑑定など捜査部サポートを行う大きな部署。事件現場で「SID」のロゴをつけた紺色のツナギを着用。一方、弾道審査官のフランシスのように白衣で作業する人もいる。基本的に他の署員と違い武装していない。マイケル･タオ警部補が殺人･強盗課所属する前にいた部署。
執行調査課(Force Investigation Division)
監査部(Professional Standards Bureau)の配下組織。職務内容は警察関係者による市民への殺傷および武器使用の是非、警察関係者による市民への身体接触等の申告への是非、警察関係者による捜査等に法令に則ってかの是非。責任者は警部以上、シャロン･レイダー警部、カマチョ警部補、ステイプル巡査部長が所属していた。

## エピソード一覧

### シーズン一覧
| シーズン | シーズン | エピソード | 米国での放送日               | 米国での放送日               |
| シーズン | シーズン | エピソード | 初回                         | 最終回                       |
| -------- | -------- | ---------- | ---------------------------- | ---------------------------- |
|          | 1        | 10         | 2012年8月13日                | 2012年10月15日               |
|          | 2        | 19         | 2013年6月10日                | 2014年1月13日                |
|          | 3        | 19         | 2014年6月9日                 | 2015年1月12日                |
|          | 4        | 23         | 2015年6月8日                 | 2016年3月14日                |
|          | 5        | 21         | 2016年6月13日                | 2017年4月12日                |
|          | 6        | 13         | 2017年10月31日               | 2018年1月9日                 |
| トータル | トータル | 105        | 2012年8月13日 – 2018年1月9日 | 2012年8月13日 – 2018年1月9日 |

### シーズン1 （2012年）
| 通算 | 話数 | タイトル           | 原題                      | 監督                       | 米国放送日     | 視聴者数 (万人) |
| ---- | ---- | ------------------ | ------------------------- | -------------------------- | -------------- | --------------- |
| 1    | 1    | 新リーダーの新手法 | Reloaded                  | マイケル・M・ロビン        | 2012年8月13日  | 718             |
| 2    | 2    | 罪深き夫           | Before and After          | スティーヴ・ロビン         | 2012年8月20日  | 540             |
| 3    | 3    | 衝突事故           | Medical Causes            | ポール・マクレーン         | 2012年8月27日  | 574             |
| 4    | 4    | 麻薬ギャング       | The Ecstasy and the Agony | アルヴィン・ブラウン       | 2012年9月3日   | 587             |
| 5    | 5    | 救出作戦           | Citizen's Arrest          | デヴィッド・マクフィルター | 2012年9月10日  | 496             |
| 6    | 6    | 目には目を         | Out of Bounds             | リック・ウォレス           | 2012年9月17日  | 467             |
| 7    | 7    | 見知らぬ父親       | The Shame Game            | レオ・ゲーター             | 2012年9月24日  | 430             |
| 8    | 8    | 曖昧な証言者       | Dismissed with Prejudice  | ジョン・テニー             | 2012年10月1日  | 417             |
| 9    | 9    | 盗まれたID         | Cheaters Never Prosper    | ステイシー・K・ブラック    | 2012年10月8日  | 433             |
| 10   | 10   | 大事な取引         | Long Shot                 | シーリン・チョクシー       | 2012年10月15日 | 513             |

### シーズン2 （2013年 - 2014年）
| 通算 | 話数 | タイトル             | 原題                       | 監督                       | 米国放送日     | 視聴者数 (万人) |
| ---- | ---- | -------------------- | -------------------------- | -------------------------- | -------------- | --------------- |
| 11   | 1    | 事実は映画より奇なり | Final Cut                  | ロクサン・ドースン         | 2013年6月10日  | 502             |
| 12   | 2    | 脅迫状               | False Pretenses            | アルヴィン・ブラウン       | 2013年6月17日  | 390             |
| 13   | 3    | 密着取材             | Under the Influence        | デヴィッド・マクフィルター | 2013年6月24日  | 455             |
| 14   | 4    | まぬけな証人         | I, Witness                 | スティーヴ・ロビン         | 2013年7月1日   | 473             |
| 15   | 5    | 別居中の夫           | D.O.A.                     | ポール・マクレーン         | 2013年7月8日   | 462             |
| 16   | 6    | 男か女か             | Boys Will Be Boys          | アンソニー・ヘミングウェイ | 2013年7月15日  | 505             |
| 17   | 7    | 偽りの約束           | Rules of Engagement        | デヴィッド・マクフィルター | 2013年7月22日  | 538             |
| 18   | 8    | 悲しみのトロフィー   | The Deep End               | リック・ウォレス           | 2013年7月29日  | 499             |
| 19   | 9    | 推定自殺             | There's No Place Like Home | レオ・ゲーター             | 2013年8月5日   | 512             |
| 20   | 10   | 情報提供者           | Backfire                   | シーリン・チョクシー       | 2013年8月12日  | 531             |
| 21   | 11   | 荒んだ欲望           | Poster Boy                 | マイケル・M・ロビン        | 2013年8月19日  | 529             |
| 22   | 12   | 最後の選択肢         | Pick Your Poison           | スティーヴ・ロビン         | 2013年11月25日 | 365             |
| 23   | 13   | 再犯の恐れ           | Jailbait                   | マイケル・M・ロビン        | 2013年12月2日  | 421             |
| 24   | 14   | 大金の行方           | All In                     | アンソニー・ヘミングウェイ | 2013年12月9日  | 372             |
| 25   | 15   | クリスマスの事件     | Curve Ball                 | ジョン・テニー             | 2013年12月16日 | 436             |
| 26   | 16   | 場違いな被害者       | Risk Assessment            | ステイシー・K・ブラック    | 2013年12月23日 | 447             |
| 27   | 17   | 家族経営の恨み       | Year-End Blowout           | デヴィッド・マクフィルター | 2013年12月30日 | 521             |
| 28   | 18   | 差出人               | Return to Sender: Part 1   | リック・ウォレス           | 2014年1月6日   | 495             |
| 29   | 19   | 受取人               | Return to Sender: Part 2   | ジェームス・ダフ           | 2014年1月13日  | 543             |

### シーズン3 （2014年 - 2015年）
| 通算 | 話数 | タイトル         | 原題                   | 監督                       | 米国放送日     | 視聴者数 (万人) |
| ---- | ---- | ---------------- | ---------------------- | -------------------------- | -------------- | --------------- |
| 30   | 1    | 消えた天使たち   | Flight Risk            | デヴィッド・マクフィルター | 2014年6月9日   | 516             |
| 31   | 2    | 誤認逮捕         | Personal Day           | リック・ウォレス           | 2014年6月16日  | 464             |
| 32   | 3    | 迷探偵再び       | Frozen Assets          | ポール・マクレーン         | 2014年6月23日  | 491             |
| 33   | 4    | 消せない傷       | Letting It Go          | スティーヴ・ロビン         | 2014年6月30日  | 506             |
| 34   | 5    | 本当の自分       | Do Not Disturb         | シーリン・チョクシー       | 2014年7月7日   | 486             |
| 35   | 6    | 捨てられた命     | Jane Doe #38           | スティーヴ・ロビン         | 2014年7月14日  | 525             |
| 36   | 7    | 合同捜査         | Two Options            | マイケル・M・ロビン        | 2014年7月21日  | 556             |
| 37   | 8    | 狙われたスター   | Cutting Loose          | ロクサン・ドースン         | 2014年7月28日  | 585             |
| 38   | 9    | リベンジ・ポルノ | Sweet Revenge          | デヴィッド・マクフィルター | 2014年8月4日   | 524             |
| 39   | 10   | 消えた潜入捜査官 | Zoo Story              | マイケル・M・ロビン        | 2014年8月11日  | 573             |
| 40   | 11   | 代理母の誤算     | Down the Drain         | スティーヴ・ロビン         | 2013年11月24日 | 294             |
| 41   | 12   | 愛しすぎたツケ   | Party Foul             | リック・ウォレス           | 2014年12月1日  | 402             |
| 42   | 13   | 危険な役作り     | Acting Out             | シーリン・チョクシー       | 2014年12月8日  | 359             |
| 43   | 14   | 裁けない罪       | Trial by Fire          | ステイシー・K・ブラック    | 2014年12月15日 | 353             |
| 44   | 15   | サンタ殺人事件   | Chain Reaction         | デヴィッド・マクフィルター | 2014年12月22日 | 382             |
| 45   | 16   | 自殺願望の男     | Leap of Faith          | ジョン・テニー             | 2014年12月29日 | 443             |
| 46   | 17   | 暴走の報い       | Internal Affairs       | アンソニー・ヘミングウェイ | 2015年1月5日   | 431             |
| 47   | 18   | 運命の矢: 前編   | Special Master: Part 1 | スティーヴ・ロビン         | 2015年1月12日  | 374             |
| 48   | 19   | 運命の矢: 後編   | Special Master: Part 2 | レオ・ゲーター             | 349            |                 |

### シーズン4 （2015年 - 2016年）
| 通算 | 話数 | タイトル               | 原題                   | 監督                       | 米国放送日     | 視聴者数 (万人) |
| ---- | ---- | ---------------------- | ---------------------- | -------------------------- | -------------- | --------------- |
| 49   | 1    | バラの贈り主           | A Rose Is a Rose       | デヴィッド・マクフィルター | 2015年6月8日   | 399             |
| 50   | 2    | 割れた卵               | Sorry I Missed You     | シーリン・チョクシー       | 2015年6月15日  | 381             |
| 51   | 3    | スパイウェア           | Open Line              | リック・ウォレス           | 2015年6月22日  | 424             |
| 52   | 4    | バズの記念すべき初日   | Turn Down              | ポール・マクレーン         | 2015年6月29日  | 439             |
| 53   | 5    | 幼き目撃者             | Snitch                 | スティーヴ・ロビン         | 2015年7月6日   | 402             |
| 54   | 6    | 罰せないウソ           | Personal Effects       | シルヴァン・ホワイト       | 2015年7月13日  | 419             |
| 55   | 7    | 逃げた目撃者           | Targets of Opportunity | マイケル・M・ロビン        | 2015年7月20日  | 431             |
| 56   | 8    | 偽装誘拐               | Hostage to Fortune     | ポール・マクレーン         | 2015年7月27日  | 439             |
| 57   | 9    | 報われぬ愛             | Wish You Were Here     | ポール・マクレーン         | 2015年8月3日   | 457             |
| 58   | 10   | フィフス･ダイナスティ  | Fifth Dynasty          | マイケル・M・ロビン        | 2015年8月10日  | 447             |
| 59   | 11   | フォーカード           | Four of a Kind         | リック・ウォレス           | 2015年11月2日  | 222             |
| 60   | 12   | 弁護人の思惑           | Blackout               | デヴィッド・マクフィルター | 2015年11月9日  | 260             |
| 61   | 13   | リアリティ番組の表と裏 | Reality Check          | シーリン・チョクシー       | 2015年11月16日 | 255             |
| 62   | 14   | あるブローカーの死     | Taking the Fall        | ステイシー・K・ブラック    | 2015年11月23日 | 249             |
| 63   | 15   | 転落した人生           | The Jumping Off Point  | ニンジャ・スチュワート     | 2015年11月30日 | 369             |
| 64   | 16   | ダイヤ泥棒             | Thick as Thieves       | ジョン・テニー             | 2015年12月7日  | 329             |
| 65   | 17   | #ケーラを捜して        | #FindKaylaWeber        | デヴィッド・ハープ         | 2015年12月14日 | 300             |
| 66   | 18   | キャンパス銃撃事件     | Penalty Phase          | マイケル・M・ロビン        | 2015年12月21日 | 369             |
| 67   | 19   | 重い十字架: パート1    | Hindsight: Part 1      | マイケル・ロビン           | 2016年2月15日  | 308             |
| 68   | 20   | 重い十字架: パート2    | Hindsight: Part 2      | ステイシー・K・ブラック    | 2016年2月22日  | 319             |
| 69   | 21   | 重い十字架: パート3    | Hindsight: Part 3      | パトリック・G・ダフィー    | 2016年2月29日  | 294             |
| 70   | 22   | 重い十字架: パート4    | Hindsight: Part 4      | レオ・ゲーター             | 2016年3月7日   | 349             |
| 71   | 23   | 重い十字架: パート5    | Hindsight: Part 5      | マイケル・ロビン           | 2016年3月14日  | 341             |

### シーズン5 （2016年 - 2017年）
| 通算 | 話数 | タイトル               | 原題               | 監督                       | 米国放送日    | 視聴者数 (万人) |
| ---- | ---- | ---------------------- | ------------------ | -------------------------- | ------------- | --------------- |
| 72   | 1    | 理想の家族             | Present Tense      | シーリン・チョクシー       | 2016年6月13日 | 362             |
| 73   | 2    | ブラック企業           | N.S.F.W.           | シルヴァン・ホワイト       | 2016年6月20日 | 366             |
| 74   | 3    | 狙われた兵士           | Foreign Affairs    | ニンジャ・スチュワート     | 2016年6月27日 | 399             |
| 75   | 4    | 美しさの秘密           | Skin Deep          | スティーヴ・ロビン         | 2016年7月11日 | 392             |
| 76   | 5    | 刻まれた人生           | Cashed Out         | ポール・マクレーン         | 2016年7月18日 | 372             |
| 77   | 6    | 異国からの訪問者       | Tourist Trap       | リック・ウォレス           | 2016年7月25日 | 365             |
| 78   | 7    | モラルハザード         | Moral Hazard       | デヴィッド・マクフィルター | 2016年8月1日  | 365             |
| 79   | 8    | スターの転落           | Off the Wagon      | ステイシー・K・ブラック    | 2016年8月15日 | 318             |
| 80   | 9    | グリークシアターの悲劇 | Family Law         | デヴィッド・ハープ         | 2016年8月22日 | 394             |
| 81   | 10   | チクロン同胞団         | Dead Zone          | パトリック・G・ダフィー    | 2016年8月29日 | 398             |
| 82   | 11   | 罪なきウソ: パート1    | White Lies: Part 1 | マイケル・M・ロビン        | 2016年9月5日  | 414             |
| 83   | 12   | 罪なきウソ: パート2    | White Lies: Part 2 | シーリン・チョクシー       | 2016年9月12日 | 329             |
| 84   | 13   | 罪なきウソ: パート3    | White Lies: Part 3 | マイケル・M・ロビン        | 2016年9月19日 | 310             |
| 85   | 14   | 理想の男性             | Heart Failure      | ニンジャ・スチュワート     | 2017年2月22日 | 193             |
| 86   | 15   | 暴かれた秘密           | Cleared History    | ジェニファー・パンガー     | 2017年3月1日  | 228             |
| 87   | 16   | キーレスエントリー     | Quid Pro Quo       | シルヴァン・ホワイト       | 2017年3月8日  | 248             |
| 88   | 17   | 降ってきた死体         | Dead Drop          | ステイシー・K・ブラック    | 2017年3月15日 | 226             |
| 89   | 18   | 元刑事の最期           | Bad Blood          | スティーヴ・ロビン         | 2017年3月22日 | 237             |
| 90   | 19   | ひき逃げ犯の行方       | Intersection       | リック・ウォレス           | 2017年3月29日 | 244             |
| 91   | 20   | 爆薬の使い道: パート1  | Shockwave: Part 1  | パトリック・G・ダフィー    | 2017年4月5日  | 243             |
| 92   | 21   | 爆薬の使い道: パート2  | Shockwave: Part 2  | マイケル・M・ロビン        | 2017年4月12日 | 289             |

### シーズン6 （2017年 - 2018年）
| 通算 | 話数 | タイトル                | 原題                      | 監督                       | 米国放送日     | 視聴者数 (万人) |
| ---- | ---- | ----------------------- | ------------------------- | -------------------------- | -------------- | --------------- |
| 93   | 1    | 聖域都市: パート1       | Sanctuary City: Part 1    | マイケル・M・ロビン        | 2017年10月31日 | 175             |
| 94   | 2    | 聖域都市: パート2       | Sanctuary City: Part 2    | ポール・マクレーン         | 2017年11月7日  | 177             |
| 95   | 3    | 聖域都市: パート3       | Sanctuary City: Part 3    | ニンジャ・スチュワート     | 2017年11月14日 | 174             |
| 96   | 4    | 聖域都市: パート4       | Sanctuary City: Part 4    | シーリン・チョクシー       | 2017年11月21日 | 184             |
| 97   | 5    | 聖域都市: パート5       | Sanctuary City: Part 5    | パトリック・ダフィー       | 2017年11月28日 | 237             |
| 98   | 6    | 陰謀のセオリー: パート1 | Conspiracy Theory: Part 1 | アダム・ベラノフ           | 2017年12月5日  | 230             |
| 99   | 7    | 陰謀のセオリー: パート2 | Conspiracy Theory: Part 2 | アンソニー・ヘミングウェイ | 2017年12月12日 | 175             |
| 100  | 8    | 陰謀のセオリー: パート3 | Conspiracy Theory: Part 3 | ステイシー・K・ブラック    | 2017年12月19日 | 244             |
| 101  | 9    | 陰謀のセオリー: パート4 | Conspiracy Theory: Part 4 | マイケル・M・ロビン        | 233            |                 |
| 102  | 10   | 最後の戦い: パート1     | By Any Means: Part 1      | デヴィッド・ハープ         | 2017年12月26日 | 274             |
| 103  | 11   | 最後の戦い: パート2     | By Any Means: Part 2      | デリック・ウォレス         | 244            |                 |
| 104  | 12   | 最後の戦い: パート3     | By Any Means: Part 3      | シーリン・チョクシー       | 2018年1月2日   | 222             |
| 105  | 13   | 最後の戦い: パート4     | By Any Means: Part 4      | ジェームス・ダフ           | 2018年1月9日   | 225             |